# The Elusive Light and Sound, Vol. 1
„The Elusive Light and Sound, Vol. 1“ е компилация от 2002 г., съдържаща всички песни, които Стив Вай е направил за филми, телевизионни предавания и т.н.
„Celluloid Heroes“ е записан на ново кавър на The Kinks. „Love Blood“ е написана за филма с Том Круз „Интервю с вампир“ (1994), но е отхвърлена.
Песни от 3 до 6 са от филма „Кръстопъти“ (1986) с Ралф Мачино и Джо Сенека. В този филм Вай играе Джак Бътлър – китарист, когото Манчино трябва да победи в китарен двубой, за да освободи душата на приятеля си (Сенека). Оригинален саундтрак от филма никога не е издаван.
„Amazing Grace“ и „Louisiana Swamp Skank“ са от филма „Пичове“. Само първата е включена във филма.
Песни от 9 до 16 са от филма „Невероятното пътешествие на Бил и Тед“ (1991). Само „The Reaper“ и „The Reaper Rap“ са включени в саундтрака. „Drive the Hell Out of Here“ и „Get the Hell Out of Here“ са от филма „Първобитен човек“ (1992). Само втората е включена в оригиналния саундтрак.
Песните от 19 до 40 са композирани за филма „PCU“ (1994), но само „Now We Run“ е включена в оригиналния саундтрак.
Освен отбелязаните, никоя от останалите песни не е включена в друг албум.